# 두 여인 (1960년 이탈리아 영화)
《두 여인》(이탈리아어: La ciociara)은 1960년 개봉한 이탈리아의 드라마 영화이다. 비토리오 데 시카가 감독과 공동각본을 맡았으며, 알베르토 모라비아의 동명 소설이 영화의 원작이다. 이 작품을 통해 배우 소피아 로렌은 아카데미 여우주연상, 칸 영화제 여자배우상 등 주요 연기상을 휩쓸었다.

## 내용
제2차 세계대전 중 매일같이 공습을 받는 로마로부터 미망인 체지라(로렌)는 딸 로제타(브라운)를 데리고 고향인 시골로 소개(疎開)한다. 로제타는 거기에서 한 청년 미케레(벨몬도)를 사모하게 되는데 미케레는 오히려 체지라를 사랑한다. 독일의 패잔병이 마을에 출몰하게 되고 미케레는 그들에게 쫓기어 사라진다. 드디어 종전(終戰). 모녀(母女)는 다시 로마로 돌아가려고 하는데, 도중에서 북부 아프리카의 식민지 군대에게 습격과 폭행을 당한다. 모녀는 요행히 트럭 운전사의 집에 머무르게 되는데, 그날 밤 로제타는 운전사와 함께 전승 축하 파티에 가고 만다. 그런데, 미케레가 시체가 되어 발견되었다는 소식이 들린다. 밤 늦게 돌아온 로제타는 어머니의 품에 안겨 몸부림치고 운다.

## 감상
<지붕>(1956) 이래 로셀리니와 함께 침묵을 지켜오던 네오 리얼리즘파의 데 시카가 로셀리니의 <로베레 장군>(1959)에 자극을 받았음인지 대전 중의 에피소드를 끌어 내어, 전쟁과 평화의 문제를 평범한 모녀의 운명을 통해서 당당하게 묘사했다. 현실의 생생한 묘사로부터 인간 묘사에 이르기까지 이 작품의 발전은 <로베레 장군>과 쌍벽을 이룬다.

## 출연

### 주연
- 소피아 로렌
- 쟝 뽈 벨몽도

### 조연
- 엠마 바론

## 기타
- 원작자: 알베르토 모라비아
- 미술: 개스톤 메딘